# Losecote Field-i csata
A Losecoat Field-i csata a rózsák háborújának egyik ütközete volt a York-házi király, IV. Eduárd és az ellene lázadók csapatai között 1470. március 12-én. A csatatér nevét (magyarul: Elveszett ujjasok mezeje) azokról a védőöltözetekről kapta, amelyeket a menekülők elszórtak.

## Előzmények
IV. Eduárd az 1469. július 26-án elvesztett Edgecote Moor-i csata után George Neville fogságába esett. Látszólag királynak kijáró hódolattal kezelték, de szigorú felügyelet alatt tartották Middleham várában. Warwick néhány hét múlva kényelmetlen helyzetbe került: mivel az ország számos helyén nem működött a törvényes hatalom, zavargások robbantak ki, egyes főurak pedig éltek az alkalommal, és régi vitáikat rendezték le ellenfeleikkel. Északon egy Lancaster-párti nemes, Sir Humphrey Neville felkelést robbantott ki. Warwick úgy döntött, személyesen veri le a felkelőket, de kiderült, csak nagyon kevesen tartanak vele.
Szeptemberben IV. Eduárd kiszabadult, és megjelent a nyilvánosság előtt. Hatalmát, Richárd gloucesteri herceg, a későbbi uralkodó segítségével, gyorsan megszilárdította, és királyt megillető kísérettel bevonult Londonba. Meglepő módon az uralkodó nem állt bosszút Warwickon és öccsén, Györgyön. 1469 őszén és 1470 telén a nagytanács üléssorozatot tartott, amelynek jelszava a béke visszaállítása és a sérelmek elfelejtése volt. A megbékélési politika jeleként a Percyk visszakapták Northumberlandi grófi címüket és birtokaikat. Eduárd szabadon engedte a Towerban raboskodó Henry Percyt.
Warwick azonban elégedetlen volt, hiszen ugyanott tartott, mint egy évvel korábban. Tisztában volt azzal is, hogy a király hiába mutatkozik barátságosnak vele, lázadását és kegyetlenségeit nem bocsátja meg. Terve egyértelmű volt: megdönti IV. Eduárd hatalmát, a trónra pedig Plantagenet György clarence-i herceget ülteti, aki legidősebb lánya, Isabel férje volt. Ezért a Yorkokkal ellenséges Lancaster-házhoz fordult segítségért.

## Felkelés Lincolnshire-ben
1469 őszén és 1470 telén Robert Welles, Welles bárója, egy korábbi Lancaster-támogató, Richard Welles fia vitába keveredett szomszédjával, Sir Thomas Burgh of Gainsborough-val, a király főlovászmesterével, és támogatóival elfoglalta, feldúlta annak birtokát. IV. Eduárd csapatokat gyűjtött, hogy leverje a lázadást. Amikor ennek híre megérkezett Lincolnshire-be, hamar kitört a pánik. Köszönhetően Welles szándékos félremagyarázásának, olyan hírek kaptak lábra, amelyek szerint az uralkodó nem Burgh védelmében érkezik, hanem a korábban bocsánatot nyert Lancaster-támogatókat akarja nagy számban kivégeztetni.
Warwick és Clarence segítségével Robert Welles kinevezte magát a Lincolnshire-i közemberek kapitányának. IV. Eduárd március 7-én értesült arról, hogy a lázadók Stamford felé tartanak. Ekkor Warwicktól és Clarence-től is azt a hamis ígéretet kapta, hogy támogatják őt. Az uralkodó, nem sejtve a valóságot, felhatalmazást adott Warwicknak egy sereg felállítására. Mielőtt elhagyta Londont, találkozott öccsével anyjuk, Cecily Neville otthonában, a Barnard várban, ahol Clarence azt állította, hogy birtokaira készül. IV. Eduárd elégedetten indult csapataival északra, hogy megütközzön a lázadókkal. Clarence, ígéretével szemben, Clerkenwellbe utazott, ahol titkos megbeszélést folytatott a felkelést támogató walesiekkel.
A király március 11-én elérte Fotheringhayt. IV. Eduárd levelet küldött Robert Wellesnek, amelyben utasította, hogy fegyverezze le csapatait, vagy kivégzi apját, aki az őrizetében van. Lord Welles szintén írt fiának, amelyben megpróbálta rábeszélni, hogy hagyjon fel a lázadással.

## A csata
A csapatok nagyjából nyolc kilométerre Stamfordtól, Empingham közelében sorakoztak fel. Az ütközet előtt IV. Henrik – a két sereget elválasztó senki földjén – ígéretéhez híven kivégeztette Lord Wellest és Sir Thomas Dymmockot. A lázadók serege nagyjából 30 ezer főből állt, így számbeli fölényben volt, de szinte kizárólag gyalogosokból állt. Az uralkodó ezzel szemben tapasztalt lovasokra és tüzérségére is támaszkodhatott. A csata a királypárti tüzérség sortüzével kezdődött, majd a rebellisek Warwick és Clarence nevét kiabálva rohamra indultak. A csatának gyorsan vége lett, mert a lázadók megfutamodtak.
Clarance árulásának bizonyítékaként egy halott lázadónál, aki a király testvérének színeibe volt öltözve, megtalálták a Robert Wellesnek szóló üzenetét. A felkelők két kapitányát, Robert Wellest és Richard Warrent elfogták. Welles Warwickra és a király testvérére vallott. Március 19-én Wellest és Warrent Doncasterben kivégezték. A csata egykori helyszíne megőrizte az ütközet után kapott, Véres tölgyek (Bloody Oaks), nevet.

## Következmények
Az ütközet után a királyhoz egyre több nemes csatlakozott, és Eduárd folytatta a lázadó csapatok leverését. Warwickot és Clarence-t arra utasította, hogy fegyverezzék le embereiket, és látogassák meg, de ők hajóra szálltak Clarence állapotos felesége, Isabel társaságában. A Calais-ba tartó úton Isabel gyereke halva született, és a tengerbe temették. Franciaországi száműzetése alatt Warwick megújította szövetségét VI. Henrik feleségével, Anjou Margit angol királynéval. A társulást menyegzővel szilárdították meg: VI. Henrik fia, Lancasteri Eduárd walesi herceg feleségül vette Warwick lányát, Anne Neville-t.